# Possessione

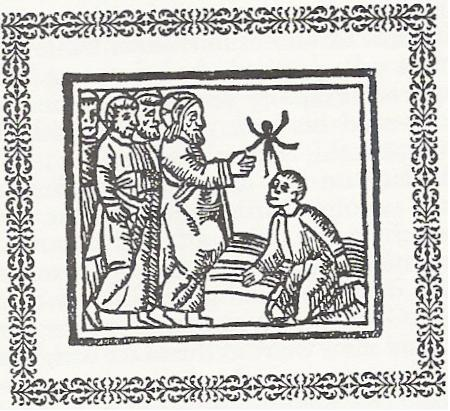
Un caso di possessione illustrato nella figura 25 del Compendium maleficarum (1608)

La possessione è una condizione psicofisica in cui una persona, da certe tradizioni religiose, viene considerata abitata da un'entità soprannaturale (demone, dio, antenato, ecc.). La persona in questione viene definita indiavolata, indemoniata o posseduta.
Negli ambienti religiosi, la possessione considerata "autentica" secondo la dottrina di quella specifica religione viene affrontata mediante la pratica dell'esorcismo.
Molti presunti casi di "indemoniati" vanno in realtà ricondotti a disturbi, come la schizofrenia ed alcune forme di psicosi, o con patologie quali la sindrome di Tourette.
Diversa dalla possessione è inoltre l'ossessione, che comporta un'influenza solo esteriore del diavolo, senza che costui prenda interiormente possesso del corpo.

## Possessione nel cristianesimo
Nel cristianesimo, questo essere è solitamente interpretato come diavolo o demone, e questa situazione si chiama "possessione diabolica" o "demoniaca".
Il fenomeno della possessione affonda le sue radici nei testi sacri: nel Nuovo Testamento, ad esempio, vengono riportati degli episodi in cui Gesù Cristo affronta e libera alcuni indemoniati.

### Bibbia
Nella bibbia sono descritti diversi casi di possessione demoniaca:
(Giovanni 13:21-27)
(Matteo 9:32-33)
(Matteo 9:22)
(Matteo 17:14-18)
C'era la sul monte un gran branco di porci che pascolavano. Gli spiriti impuri lo supplicavano dicendo: "Mandaci nei porci, affinché entriamo in essi". Egli lo permise. Allora gli spiriti impuri, uscendo, entrarono nei porci; e tutto quel branco si lanciò a corsa pazza, nel mare, in numero di circa duemila, e annegarono nell'acqua. Allora i mandriani fuggirono e portarono la notizia in città e per le borgate, e la gente andò a vedere quello che era successo. Giunti presso Gesù, videro l'indemoniato seduto, vestito e padrone di sé, lui che era stato posseduto dalla Legione, ed ebbero paura Quelli che avevano visto raccontarono loro quanto era accaduto all'indemoniato e il fatto dei porci. Allora essi cominciarono a pregare Gesù di allontanarsi dai loro confini. E mentre era per salire sulla barca, quello che era stato posseduto dal demonio gli chiedeva di restare con lui. Gesù non glielo permise, ma gli disse: "va a casa tua, presso i tuoi, e annunzia loro quanto ha fatto il Signore per te e come ha avuto pietà di te." Quello se ne andò e si mise a far conoscere nella Decapoli quanto Gesù aveva fatto per lui, e tutti ne restarono meravigliati»
(Marco 5:1-20)
(Luca 4:31-37)

### Chiesa cattolico-romana
Nella pratica della Chiesa cattolica alcuni indicatori sono considerati rivelatori di una possessione demoniaca, ad esempio laddove il soggetto:
- dimostra avversione al sacro;
- dimostra una forza fisica molto superiore alla sua normale capacità;
- parla lingue a lui sconosciute (xenoglossia)
- prevede eventi non ancora accaduti.

Devono in ogni caso coesistere molti sintomi. La possessione demoniaca, secondo l'approccio cattolico, sarebbe spesso conseguenza di attività di occultismo di varia natura e farebbe leva su ferite emotive e una vita spirituale considerata disordinata (non frequentazione dei sacramenti, in particolare della confessione, assenza di preghiera, vita moralmente in contrasto con la fede).

### Chiese protestanti
Anche alcune chiese protestanti riconoscono la possessione e l'esorcismo, sebbene la pratica sia molto meno formale che nella Chiesa cattolica. Per determinare se i disturbi mentali o anche fisici siano di natura psicologica o spirituale, viene recitata una preghiera sulla persona affetta affinché sia guarita dal suo male, ma se la persona reagisce violentemente o stranamente alla preghiera fatta nel nome di Gesù, allora questo è indice che il male è di natura demoniaca.

### Chiese ortodosse
Secondo gli ortodossi, la morte, il peccato e la malattia sono in stretta connessione. Ogni manifestazione negativa (difficoltà, possessione, malattia ecc.) è dunque considerata come un'azione diretta del demonio, pertanto è necessario elevare la propria preghiera per la guarigione-liberazione di ogni persona che ne faccia richiesta con fede e umiltà, senza ricercarne le cause.

## Possessione nella religione islamica
La possessione di spiriti maligni (Jinn) o di Satana (Shaitan) e l'esorcismo sembrano far parte del credo Islamico fin dalle sue origini.
Nove versetti del Corano si riferiscono esplicitamente alla possessione spiritica. Ai musulmani viene detto di "cercare rifugio in Allah dal diavolo maledetto", ma questo verso si riferisce alla paura che i musulmani dovrebbero avere dell'ira di Dio, in quanto lo scopo di Satana è quello di indurre in errore gli esseri umani e farli disobbedire a Dio.
Alcuni dei versetti che nel Corano si riferiscono alle possessioni sono:
- (سورة البقرة, Al-Baqara, Capitolo #2, Verso #275)
- (سورة إبراهيم, Ibrahim, Capitolo #14, Versi #11-22)
- (سورة الحجر, Al-Hijr, Capitolo #15, Versi #42)
- (سورة النحل, An-Nahl, Capitolo #16, Versi #99-100).[10]

### Natura dei Jinn
Nel credo islamico, i Jinn sono creature dotate di intelligenza plasmate dal fuoco, molto simili agli uomini in quanto possiedono il libero arbitrio di scegliere tra il bene e il male.
Un Jinn può possedere un uomo per pura malignità, oppure può farlo per altre ragioni. Secondo Ibn Taymiyya un Jinn può possedere un uomo perché vuole sperimentare il mondo, per motivi di desiderio o amore; in tal caso può non avere cattive intenzioni o può non rendersi conto del male che causa. La possessione può, diversamente, essere effettuata per vendetta, poiché si dice che gli Jinn siano facili all'ira, specialmente quando credono di essere stati colpiti apposta (dato che gli Jinn sono invisibili all'uomo, una persona può accidentalmente causar loro del male senza saperlo).

## Possessione nelle altre religioni
L'Induismo crede che gli dèi possano entrare nei corpi di esseri viventi, perciò la possessione è considerata una condizione di maggiore santità. I posseduti sono venerati e a loro sono richieste benedizioni. Se tuttavia lo spirito rifiuta di andarsene dopo qualche tempo l'esorcista del villaggio viene interpellato allo scopo di far uscire lo spirito.
Nello Shintoismo molti youkai sono capaci di possessione demoniaca, ad esempio le kitsune e i tanuki tsuki.
La Wicca ammette la possessione ma non prevede esorcismo, poiché ritiene che nessuno spirito, persona, cosa siano per propria natura "cattive".
Il Kemetismo ritiene la possessione una situazione in senso lato, ovvero un forte squilibrio dell'ordine interno del ka, non esistono pratiche di esorcismo sulle persone, che devono dunque affidarsi alla preghiera e all'utilizzo di amuleti magnetizzati, richiedendo talvolta l'aiuto di un sacerdote o sacerdotessa autorizzato; altro caso riguarda l'esorcismo degli ambienti, in cui un sacerdote o sacerdotessa autorizzato, o in alcuni casi i semplici fedeli, procedono alla purificazione del luogo tramite le purificazioni e l'invocazione delle forze dell'ordine.

## Possessione nella religione ebraica
Nella Cabala e nella tradizione giudaica europea, una persona può essere posseduta da uno spirito maligno chiamato dibbuk, che si ritiene essere l'anima vagante di una persona morta e fuggita dalla Geenna (un termine ebraico tradotto liberamente come "inferno"). Secondo questo credo, un'anima che non sia riuscita a compiere la sua missione durante la vita ha una seconda opportunità di compierla trasformandosi in un dibbuk.

## Punto di vista scientifico
Non sono noti nella letteratura scientifica casi nei quali scienziati o medici abbiano testimoniato o documentato attività paranormali nel corso di presunte possessioni diaboliche, i cui sintomi sono stati costantemente ascritti a malattie psichiatriche trattabili farmacologicamente. La schizofrenia paranoide è una delle malattie psichiatriche i cui sintomi sono più di frequente sovrapponibili e confusi con quelli della possessione diabolica.

È importante notare che, nei casi di malattie mentali, il fenomeno si esprime seguendo le regole della propria cultura e si ritiene che esso sia solo la conseguenza della credenza religiosa. Gli psicologi del CICAP evidenziano che anche in assenza di malattia mentale è possibile vivere una esperienza demoniaca. Essa può essere costruita dal nulla all'interno di un contesto in cui si contempla tale credenza, in tal caso certe esperienze naturali vengono interpretate in chiave sovrannaturale.
Si noti che la convinzione di essere posseduti da un'entità demoniaca è tipica di molte sindromi psichiatriche, come talune forme di psicosi schizofreniche, nevrosi isteriche e deliri depressivi.